# Heeremahuis
Het Heeremahuis is een monumentaal pand in Bolsward in de provincie Friesland.

## Beschrijving
Het bouwwerk uit circa 1500 dat oorspronkelijk uit twee gescheiden delen bestond werd later een aantal malen verbouwd. Rond 1525 kwam er een verbindingsstuk, mogelijk in opdracht van Johan Tjerks van Herema en Sijts Goslinck van Jongema. Het vormde een van de twee adellijke huizen van Bolsward. In 1550 volgde een uitbreiding. Omstreeks 1610 kreeg de verdieping maniëristische consoles. Het schilddak dateert uit circa 1830. Het gebouw was in gebruik als stadsboerderij. De trapgevels werden bij een restauratie in 1974 gereconstrueerd. De gevel is voorzien van speklagen.

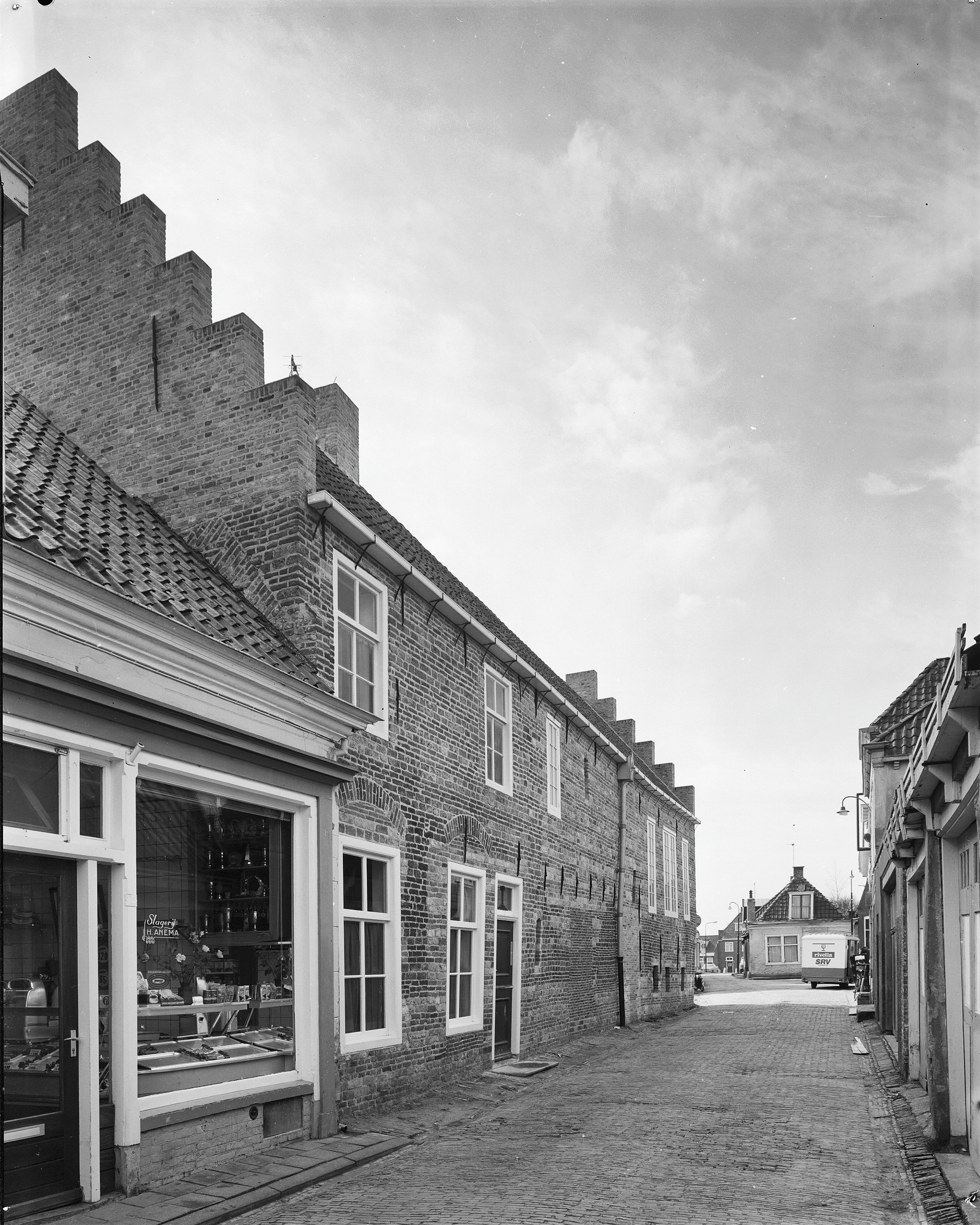
Noordgevel (1974)
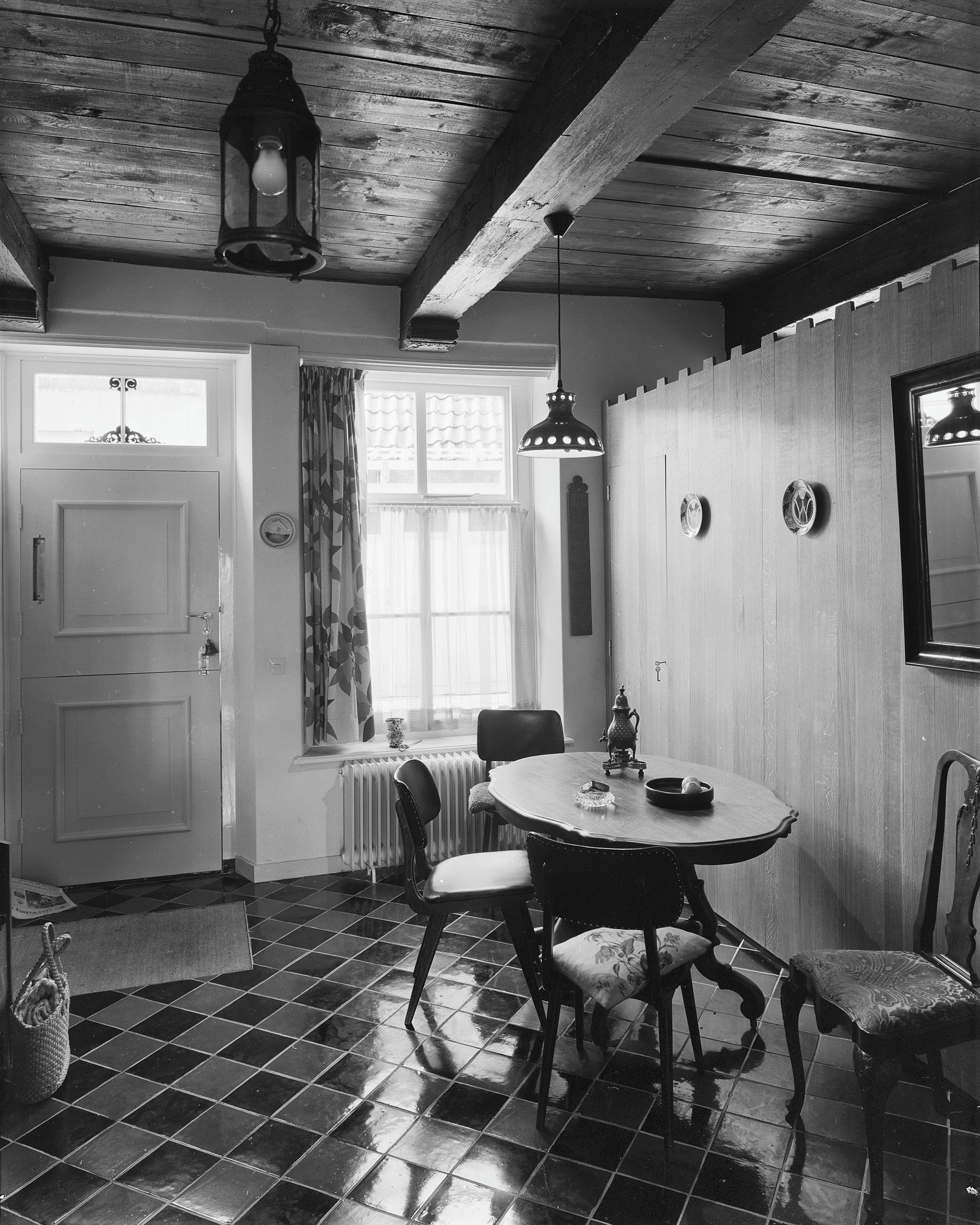
Interieur, hal (1974)